# Kościół św. Józefa Robotnika w Bytomiu (Vitor)
Kościół św. Józefa Robotnika w Bytomiu – drewniany rzymskokatolicki kościół parafialny w Bytomiu-Stroszku-Dąbrowie Miejskiej (tzw. osiedle Vitor), wzniesiony w latach 2014–2015.

## Historia
Na skutek m.in. szkód górniczych, które wpłynęły na stan pierwotnego kościoła oraz przesiedleń mieszkańców, a więc redukcji liczby wiernych, którzy mieszkali w pobliżu tej świątyni, zdecydowano się na budowę nowego obiektu. W 2008 roku biskup Jan Wieczorek zlecił budowę nowego kościoła dla parafii św. Józefa w Bytomiu. W drodze konkursu w 2009 roku Diecezjalna Komisja Budowlana wybrała do realizacji projekt dra hab. inż. arch. Jana Rabieja, który współtworzyła firma Techmeko z Politechniki Śląskiej. W 2010 roku od gminy Bytom kupiono działkę pod budowę świątyni, a w 2013 roku uzyskano pozwolenie na jej budowę. 
31 marca 2014 roku rozpoczęto budowę kościoła i plebanii, a 1 maja 2015 roku wmurowano kamień węgielny w ścianę prezbiterium; konstrukcja nośna została wzniesiona przez firmę Eurolam. Budowę zakończono w grudniu tegoż roku. 4 czerwca 2015 roku w nowym kościele odprawiono po raz pierwszy mszę świętą, a od 16 grudnia 2015 roku rozpoczęto regularne użytkowanie świątyni i plebanii.

## Architektura

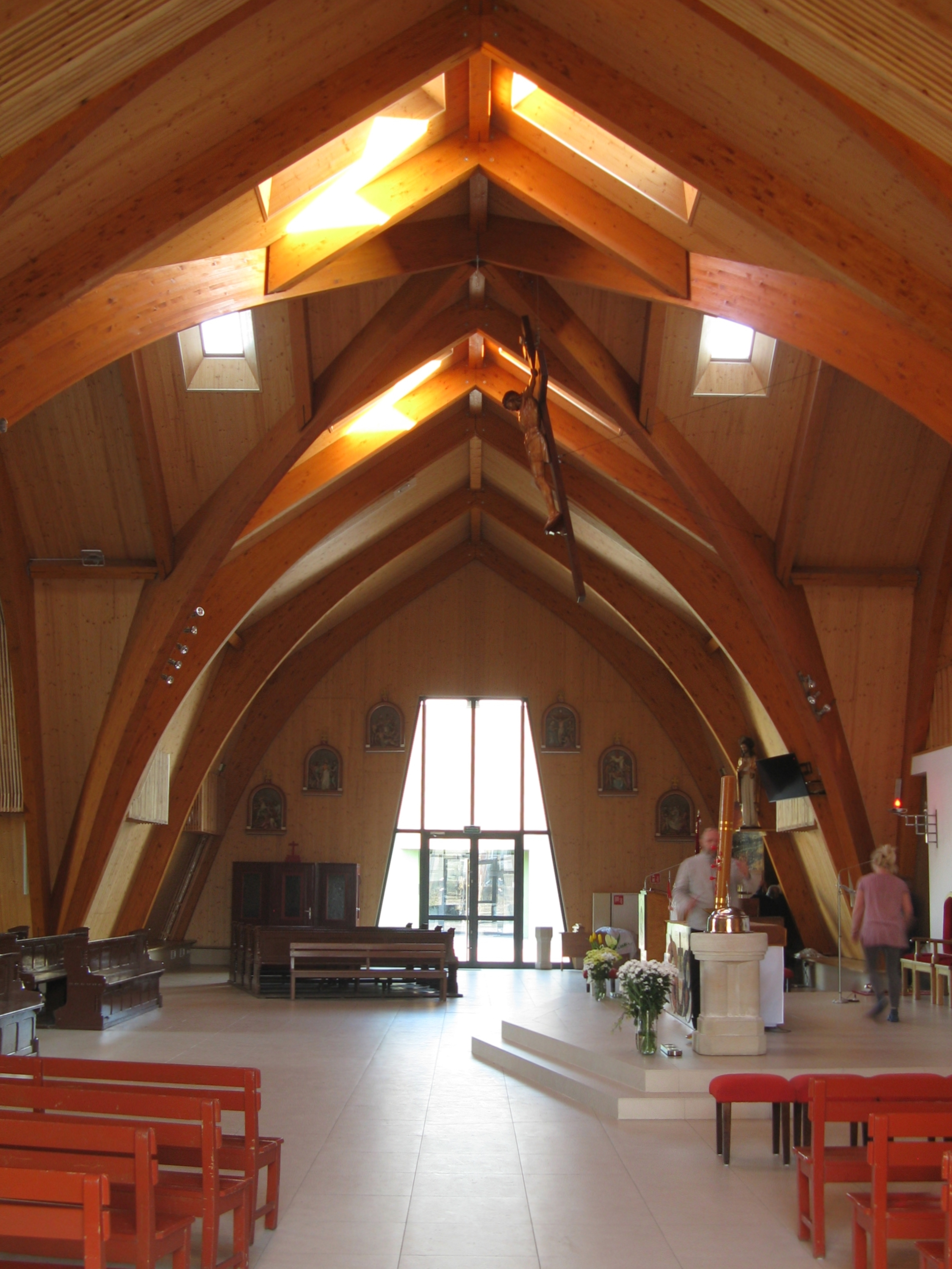
Wnętrze świątyni w 2018 roku

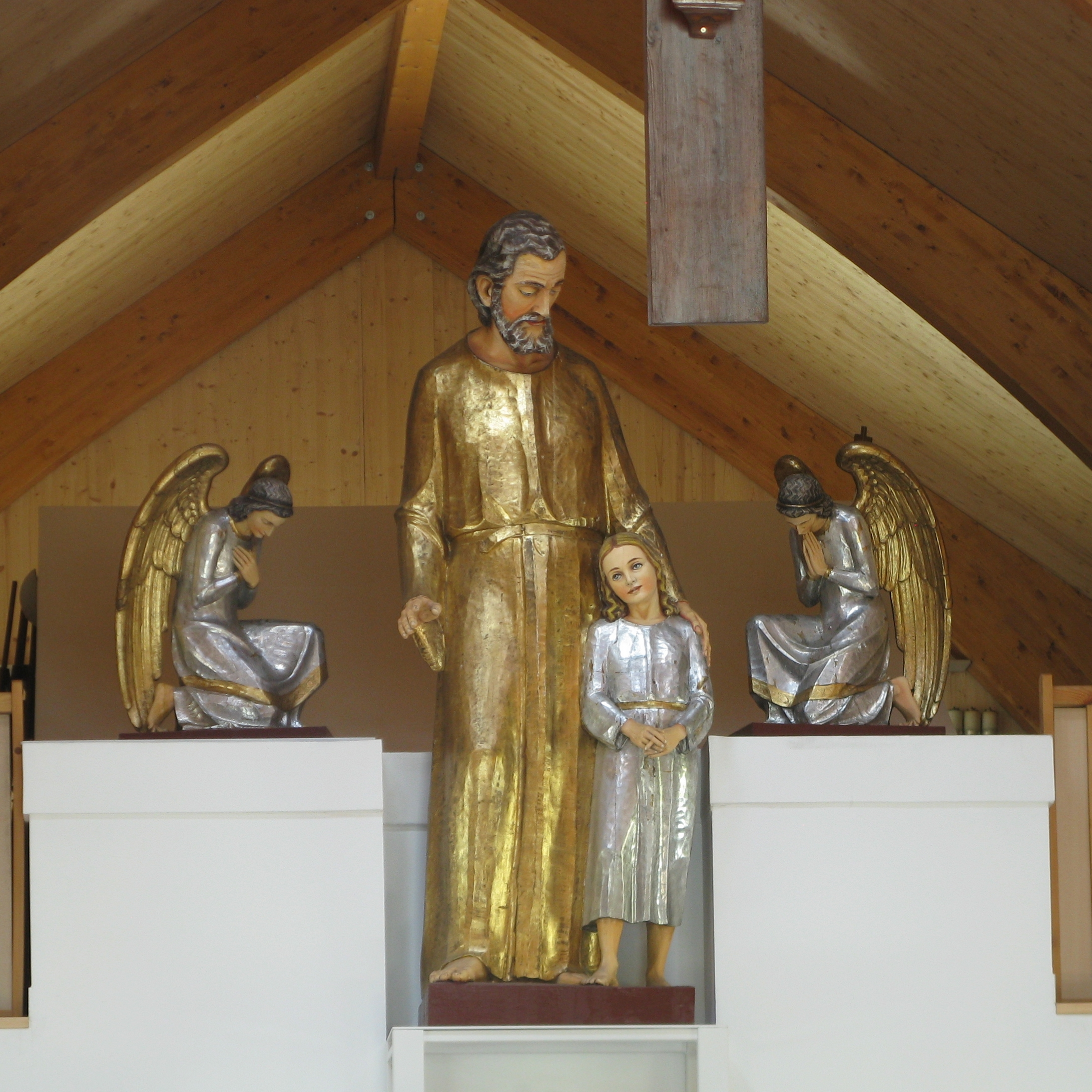
Figura św. Józefa i Jezusa autorstwa Franza Schinka w ołtarzu (2018)

Jest to budynek jednokondygnacyjny, niepodpiwniczony, wzniesiony na planie równoramiennego krzyża.
Konstrukcja nośna świątyni została wykonana z klejonego drewna. Są to trójprzegubowe ramy o rozpiętości 12 m w osiach podpór żelbetowych, złożone z bumerangowych dźwigarów. Zewnętrzne przegrody obiektu wykonano z prefabrykatów o szerokości 2 m. Wielopołaciowy dach (połacie o nachyleniu 35° oraz 70°) nakryto blachą, wieńczy go wieża-iglica zakończona krzyżem.
Wystrój świątyni został zaprojektowany również przez Jana Rabieja, włączono do niego elementy ze starego kościoła, m.in.: krzyż z figurą Chrystusa Ukrzyżowanego, figurę św. Józefa, tabernakulum oraz organy.